# Jason Derülo (album)
Jason Derülo è l'omonimo album di debutto del cantautore R&B e pop statunitense Jason Derulo, pubblicato il 2 marzo 2010. L'album è stato prodotto da J.R. Rotem e caratterizzato da singoli di successo come Whatcha Say , che ha raggiunto il numero uno della Billboard Hot 100; In My Head e Ridin' Solo, che segna il terzo primo posto consecutivo di Derulo nella UK R&B Chart.

## Tracce
1. Whatcha Say – 3:42 (Jason Desrouleaux, Kisean Anderson, J-Lex Leff Row, Jonathan Rotem, Imogen Heap)
2. Ridin' Solo – 3:36 (Jason Desrouleaux, Jonathan Rotem, Xavier Thomas)
3. In My Head – 3:18 (Jason Desrouleaux, Claude Kelly, Jonathan Rotem)
4. The Sky's the Limit – 3:42 (Jason Desrouleaux, Jonathan Rotem, Evan Bogart, Alex James, Irene Cara, Keith Forsey, Giorgio Moroder)
5. What If – 3:22 (Jason Desrouleaux, Jonathan Rotem, J-Lex)
6. Love Hangover – 3:19 (Jason Desrouleaux, Jonathan Rotem, Claude Kelly)
7. Encore – 3:43 (Jason Desrouleaux, Jonathan Rotem, Evan Bogart, Alex James, Larry Nacht, Winston Thomas, Danny Schofield)
8. Fallen – 3:15 (Jason Desrouleaux, Jonathan Rotem, Evan Bogart, David Quiñones, Erika Nuri, Jerry Flowers, Greg Ogan)
9. Blind – 3:35 (Jason Desrouleaux, Jonathan Rotem)

Traccia bonus
1. Strobelight – 3:02 (Jason Desrouleaux, Jonathan Rotem, Claude Kelly)

Tracce aggiunte nella versione iTunes
1. Queen of Hearts – 2:57 (Jason Desrouleaux, Jonathan Rotem, Claude Kelly)
2. Whatcha Say (Acoustic Version) – 3:42 (Jason Desrouleaux, Kisean Anderson, J-Lex Leff Row, Jonathan Rotem, Imogen Heap)
3. In My Head (Rhythm Remix) – 3:18 (Jason Desrouleaux, Claude Kelly, Jonathan Rotem, Faisal)

## Classifiche

### Classifiche settimanali
| Classifiche (2010) | Posizione massima |
| ------------------ | ----------------- |
| Australia          | 4                 |
| Austria            | 23                |
| Belgio (Fiandre)   | 26                |
| Canada             | 9                 |
| Francia            | 79                |
| Germania           | 49                |
| Irlanda            | 10                |
| Norvegia           | 38                |
| Nuova Zelanda      | 5                 |
| Paesi Bassi        | 30                |
| Regno Unito        | 8                 |
| Stati Uniti        | 11                |
| Svezia             | 59                |
| Svizzera           | 13                |

### Classifiche di fine anno
| Classifica (2010) | Posizione |
| ----------------- | --------- |
| Australia         | 25        |
| Belgio (Fiandre)  | 88        |
| Regno Unito       | 49        |
| Stati Uniti       | 136       |

## Formazione
- Jason Derulo - voce
- Jerry Flowers - chitarra (traccia 8)
- J.R. Rotem - basso, batteria, pianoforte, tastiere, sintetizzatori, fiati, percussioni